# كريغ هالفورد

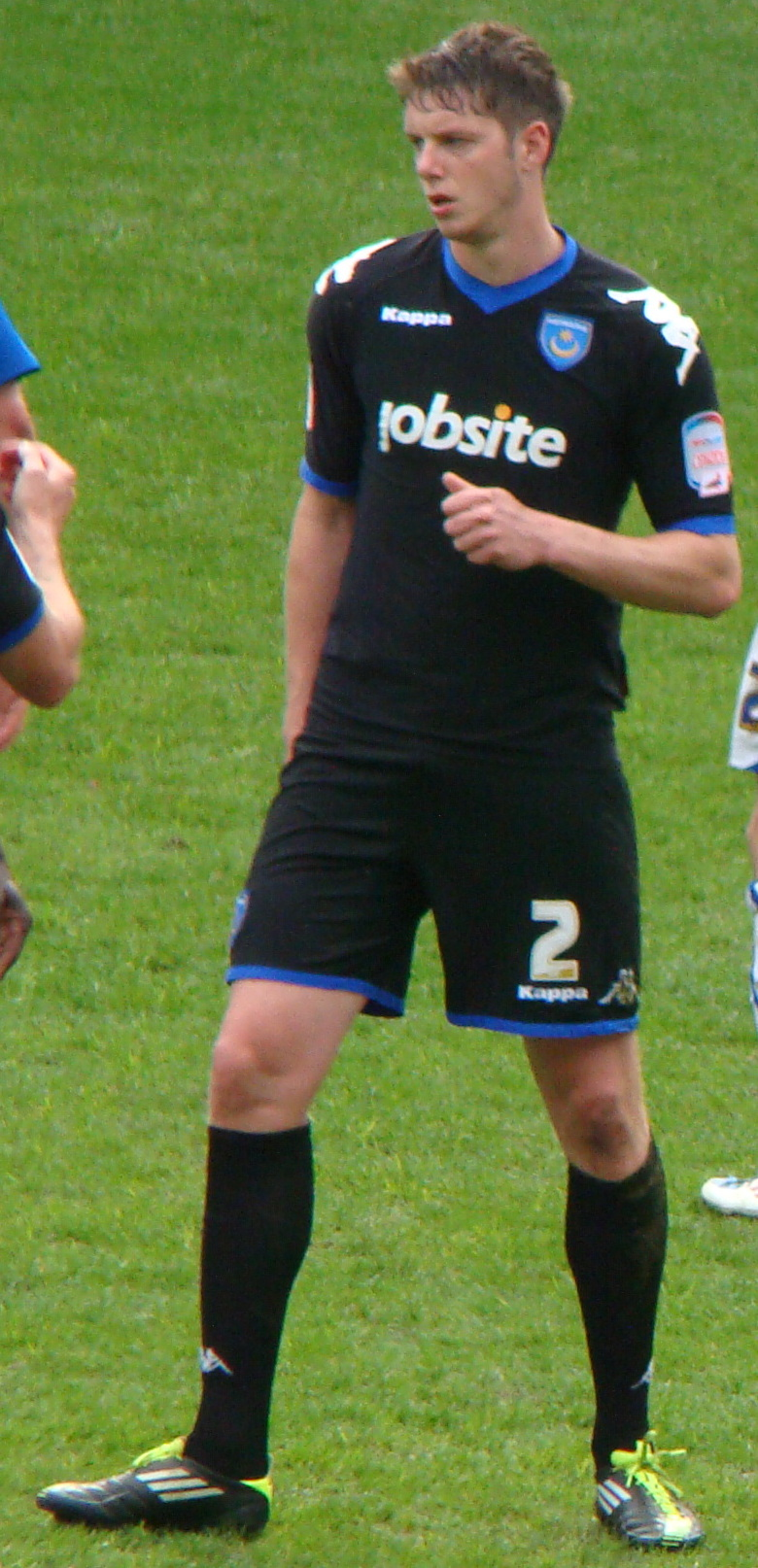
كريغ هالفورد

غريغوري هالفورد (بالإنجليزية: Greg Halford)‏، من مواليد 8 ديسمبر 1984 في تشيلمسفورد في إنجلترا، لاعب كرة قدم إنجليزي.
بدأ مسيرته الكروية مع نادي كولتشيستر في عام 2002، ولعب معهم حتى عام 2007، وشارك معهم في 170 مباراة وسجل 24 هدف، وفي عام 2003 أعير إلى نادي براينتري تاون، ولعب معهم مباراة واحدة، ومنذ عام 2007 وهو يلعب مع نادي ريدينغ.

## روابط خارجية
- كريغ هالفورد على موقع قاعدة بيانات كرة القدم.إي يو (الإنجليزية)
- كريغ هالفورد على موقع Soccerbase.com (لاعب) (الإنجليزية)
- كريغ هالفورد على موقع Soccerway.com (الإنجليزية)
- كريغ هالفورد على موقع عالم كرة القدم.نت (الإنجليزية)
- كريغ هالفورد على موقع كووورة